# Bahnstrecke Ulm–Friedrichshafen
| |                                                                   |                                                            |                                                  |
| Streckennummer (DB): | 4500                                                              |                                                            |                                                  |
| Kursbuchstrecke (DB): | 751 306 (1963) 306 (1946) 306d (Warthausen – Biberach (Riß) 1946) |                                                            |                                                  |
| Streckenlänge: | 103,570 km                                                        |                                                            |                                                  |
| Spurweite: | 1435 mm (Normalspur)                                              |                                                            |                                                  |
| Streckenklasse: | D4                                                                |                                                            |                                                  |
| Stromsystem: | 15 kV 16,7 Hz ~                                                   |                                                            |                                                  |
| Streckengeschwindigkeit: | 160 km/h                                                          |                                                            |                                                  |
| Zugbeeinflussung: | PZB                                                               |                                                            |                                                  |
| Zweigleisigkeit: | durchgehend                                                       |                                                            |                                                  |
| |                                                                   |                                                            |                                                  |
| \| \| \| von Stuttgart \| \| \| \| \| von Aalen \| \| \| \| \| von Stuttgart (Schnellfahrstrecke) \| \| \| \| \| von Sigmaringen \| \| \| \| 93,992 \| Ulm Hbf \| 478 m \| \| \| \| nach Augsburg \| \| \| \| \| nach Neu-Ulm \| \| \| \| \| \| \| \| \| 97,5 \| Ulm-Donautal Hp (bis 1986, bis 1933 Hp Donautal) \| Ulm-Donautal Hp (bis 1986, bis 1933 Hp Donautal) \| \| \| \| \| \| \| \| 98,228 \| Ulm-Donautal Stadtwerke (Awanst) \| Ulm-Donautal Stadtwerke (Awanst) \| \| \| 98,800 \| Wölper (Anst) \| Wölper (Anst) \| \| \| \| \| \| \| \| 99,459 \| Ulm-Donautal Hp (seit 2003, bis 1953 Hp Ulm-Grimmelfingen) \| 475 m \| \| \| \| \| \| \| \| 100,000 \| Ulm Oscorna (Awanst) \| Ulm Oscorna (Awanst) \| \| \| 101,817 \| Einsingen \| Einsingen \| \| \| 105,161 \| Erbach (Württ) \| 480 m \| \| \| 107,700 \| Dellmensingen (Awanst) \| Dellmensingen (Awanst) \| \| \| 111,700 \| Rißtissen (Awanst) \| Rißtissen (Awanst) \| \| \| 116,394 \| Laupheim West (Keilbahnhof) \| 501 m \| \| \| \| nach Schwendi \| \| \| \| \| von Laupheim Kurve Ost \| \| \| \| 116,700 \| Laupheim Kurve Süd (Bft) \| Laupheim Kurve Süd (Bft) \| \| \| 121,114 \| Schemmerberg \| 512 m \| \| \| 124,200 \| Langenschemmern \| Langenschemmern \| \| \| \| von Ochsenhausen \| \| \| \| 128,044 \| Warthausen Hp \| 526 m \| \| \| 128,800 \| Warthausen (Awanst) \| Warthausen (Awanst) \| \| \| 131,299 \| Biberach (Riß) \| 532 m \| \| \| \| nach Uttenweiler (unvollendet) \| \| \| \| 133,109 \| Biberach (Riß) Süd \| 535 m \| \| \| 135,626 \| Ummendorf \| 540 m \| \| \| 138,700 \| Schweinhausen \| 544 m \| \| \| 140,700 \| Hochdorf (Riß) \| 549 m \| \| \| 143,800 \| Essendorf \| 557 m \| \| \| 147,400 \| Wattenweiler \| 578 m \| \| \| \| von Riedlingen \| \| \| \| 151,313 \| Bad Schussenried \| 558 m \| \| \| \| von Isny \| \| \| \| 156,390 \| Aulendorf \| 547 m \| \| \| \| nach Herbertingen \| \| \| \| 163,400 \| Durlesbach \| 496 m \| \| \| 168,071 \| Mochenwangen \| 458 m \| \| \| 172,270 \| Niederbiegen Awanst \| 444 m \| \| \| \| nach Weingarten \| \| \| \| 172,943 \| Niederbiegen \| 444 m \| \| \| 174,525 \| Weingarten/Berg \| 438 m \| \| \| \| von Baienfurt \| \| \| \| 178,222 \| Ravensburg \| 431 m \| \| \| 180,438 \| Weißenau \| 425 m \| \| \| 182,638 \| Oberzell \| 422 m \| \| \| 188,959 \| Meckenbeuren \| 416 m \| \| \| \| nach Tettnang \| \| \| \| 190,984 \| Kehlen \| 409 m \| \| \| 192,300 \| Gerbertshaus \| Gerbertshaus \| \| \| 193,155 \| Friedrichshafen Flughafen \| 414 m \| \| \| 193,700 \| Dornier (Anst) \| 412 m \| \| \| 194,200 \| Seewald (Abzw) \| 410 m \| \| \| \| nach Rotenmoos \| \| \| \| 195,350 \| Löwental \| 405 m \| \| \| \| von Oberteuringen \| \| \| \| 196,288 \| von Lindau-Aeschach Abzw \| von Lindau-Aeschach Abzw \| \| \| 196,700 \| Friedrichshafen Gbf \| 404 m \| \| \| \| von Friedrichshafen Hafen \| \| \| \| 197,562 \| Friedrichshafen Stadt \| 404 m \| \| \| \| nach Stahringen \| \| \| \| \| \| \| \| Quellen: [1][2][3] \| \| \| \| |                                                                   |                                                            |                                                  |
| Strecke |                                                                   | von Stuttgart                                              | von Stuttgart                                    |
| Abzweig geradeaus und von links |                                                                   | von Aalen                                                  | von Aalen                                        |
| Abzweig geradeaus und von rechts |                                                                   | von Stuttgart (Schnellfahrstrecke)                         | von Stuttgart (Schnellfahrstrecke)               |
| Abzweig geradeaus und von rechts |                                                                   | von Sigmaringen                                            | von Sigmaringen                                  |
| Bahnhof | 93,992                                                            | Ulm Hbf                                                    | 478 m                                            |
| Abzweig geradeaus und nach links |                                                                   | nach Augsburg                                              | nach Augsburg                                    |
| Abzweig geradeaus und nach links |                                                                   | nach Neu-Ulm                                               | nach Neu-Ulm                                     |
| |                                                                   |                                                            |                                                  |
| ehemaliger Haltepunkt / Haltestelle | 97,5                                                              | Ulm-Donautal Hp (bis 1986, bis 1933 Hp Donautal)           | Ulm-Donautal Hp (bis 1986, bis 1933 Hp Donautal) |
| |                                                                   |                                                            |                                                  |
| Blockstelle | 98,228                                                            | Ulm-Donautal Stadtwerke (Awanst)                           | Ulm-Donautal Stadtwerke (Awanst)                 |
| ehemalige Blockstelle | 98,800                                                            | Wölper (Anst)                                              | Wölper (Anst)                                    |
| |                                                                   |                                                            |                                                  |
| Haltepunkt / Haltestelle | 99,459                                                            | Ulm-Donautal Hp (seit 2003, bis 1953 Hp Ulm-Grimmelfingen) | 475 m                                            |
| |                                                                   |                                                            |                                                  |
| Blockstelle | 100,000                                                           | Ulm Oscorna (Awanst)                                       | Ulm Oscorna (Awanst)                             |
| Dienststation / Betriebs- oder Güterbahnhof | 101,817                                                           | Einsingen                                                  | Einsingen                                        |
| Bahnhof | 105,161                                                           | Erbach (Württ)                                             | 480 m                                            |
| Blockstelle | 107,700                                                           | Dellmensingen (Awanst)                                     | Dellmensingen (Awanst)                           |
| Blockstelle | 111,700                                                           | Rißtissen (Awanst)                                         | Rißtissen (Awanst)                               |
| Bahnhof | 116,394                                                           | Laupheim West (Keilbahnhof)                                | 501 m                                            |
| Abzweig geradeaus und nach links |                                                                   | nach Schwendi                                              | nach Schwendi                                    |
| Abzweig geradeaus und von links |                                                                   | von Laupheim Kurve Ost                                     | von Laupheim Kurve Ost                           |
| Blockstelle | 116,700                                                           | Laupheim Kurve Süd (Bft)                                   | Laupheim Kurve Süd (Bft)                         |
| Haltepunkt / Haltestelle | 121,114                                                           | Schemmerberg                                               | 512 m                                            |
| ehemaliger Haltepunkt / Haltestelle | 124,200                                                           | Langenschemmern                                            | Langenschemmern                                  |
| Abzweig geradeaus und von links |                                                                   | von Ochsenhausen                                           | von Ochsenhausen                                 |
| Haltepunkt / Haltestelle | 128,044                                                           | Warthausen Hp                                              | 526 m                                            |
| Blockstelle | 128,800                                                           | Warthausen (Awanst)                                        | Warthausen (Awanst)                              |
| Bahnhof | 131,299                                                           | Biberach (Riß)                                             | 532 m                                            |
| Abzweig geradeaus und ehemals nach rechts |                                                                   | nach Uttenweiler (unvollendet)                             | nach Uttenweiler (unvollendet)                   |
| Bahnhof | 133,109                                                           | Biberach (Riß) Süd                                         | 535 m                                            |
| Dienststation / Betriebs- oder Güterbahnhof | 135,626                                                           | Ummendorf                                                  | 540 m                                            |
| ehemaliger Haltepunkt / Haltestelle | 138,700                                                           | Schweinhausen                                              | 544 m                                            |
| ehemaliger Haltepunkt / Haltestelle | 140,700                                                           | Hochdorf (Riß)                                             | 549 m                                            |
| ehemaliger Bahnhof | 143,800                                                           | Essendorf                                                  | 557 m                                            |
| ehemaliger Haltepunkt / Haltestelle | 147,400                                                           | Wattenweiler                                               | 578 m                                            |
| Abzweig geradeaus und ehemals von rechts |                                                                   | von Riedlingen                                             | von Riedlingen                                   |
| Bahnhof | 151,313                                                           | Bad Schussenried                                           | 558 m                                            |
| Abzweig geradeaus und von links |                                                                   | von Isny                                                   | von Isny                                         |
| Bahnhof | 156,390                                                           | Aulendorf                                                  | 547 m                                            |
| Abzweig geradeaus und nach rechts |                                                                   | nach Herbertingen                                          | nach Herbertingen                                |
| ehemaliger Bahnhof | 163,400                                                           | Durlesbach                                                 | 496 m                                            |
| Bahnhof | 168,071                                                           | Mochenwangen                                               | 458 m                                            |
| Blockstelle | 172,270                                                           | Niederbiegen Awanst                                        | 444 m                                            |
| Abzweig geradeaus und ehemals nach links |                                                                   | nach Weingarten                                            | nach Weingarten                                  |
| Haltepunkt / Haltestelle | 172,943                                                           | Niederbiegen                                               | 444 m                                            |
| Haltepunkt / Haltestelle | 174,525                                                           | Weingarten/Berg                                            | 438 m                                            |
| Abzweig mit U-Bahn geradeaus und ehemals von links |                                                                   | von Baienfurt                                              | von Baienfurt                                    |
| Bahnhof | 178,222                                                           | Ravensburg                                                 | 431 m                                            |
| Haltepunkt / Haltestelle | 180,438                                                           | Weißenau                                                   | 425 m                                            |
| Haltepunkt / Haltestelle | 182,638                                                           | Oberzell                                                   | 422 m                                            |
| Haltepunkt / Haltestelle | 188,959                                                           | Meckenbeuren                                               | 416 m                                            |
| Abzweig geradeaus und ehemals nach links |                                                                   | nach Tettnang                                              | nach Tettnang                                    |
| Haltepunkt / Haltestelle | 190,984                                                           | Kehlen                                                     | 409 m                                            |
| ehemaliger Haltepunkt / Haltestelle | 192,300                                                           | Gerbertshaus                                               | Gerbertshaus                                     |
| Haltepunkt / Haltestelle | 193,155                                                           | Friedrichshafen Flughafen                                  | 414 m                                            |
| Blockstelle | 193,700                                                           | Dornier (Anst)                                             | 412 m                                            |
| ehemalige Blockstelle | 194,200                                                           | Seewald (Abzw)                                             | 410 m                                            |
| Abzweig geradeaus und ehemals nach links |                                                                   | nach Rotenmoos                                             | nach Rotenmoos                                   |
| Haltepunkt / Haltestelle | 195,350                                                           | Löwental                                                   | 405 m                                            |
| Abzweig geradeaus und ehemals von rechts |                                                                   | von Oberteuringen                                          | von Oberteuringen                                |
| Abzweig geradeaus und von links | 196,288                                                           | von Lindau-Aeschach Abzw                                   | von Lindau-Aeschach Abzw                         |
| ehemaliger Dienststation / Betriebs- oder Güterbahnhof | 196,700                                                           | Friedrichshafen Gbf                                        | 404 m                                            |
| Abzweig geradeaus und von links |                                                                   | von Friedrichshafen Hafen                                  | von Friedrichshafen Hafen                        |
| Bahnhof | 197,562                                                           | Friedrichshafen Stadt                                      | 404 m                                            |
| Strecke |                                                                   | nach Stahringen                                            | nach Stahringen                                  |
| |                                                                   |                                                            |                                                  |
| Quellen: |                                                                   |                                                            |                                                  |

Die Bahnstrecke Ulm–Friedrichshafen, auch Württembergische Südbahn genannt, ist eine zweigleisige, elektrifizierte Hauptbahn in Baden-Württemberg. Sie führt von Ulm über Biberach an der Riß, Aulendorf und Ravensburg nach Friedrichshafen und setzt dabei die Kilometrierung der Filstalbahn fort. Die Strecke ist Teil der Transeuropäischen Netze.

## Geschichte

### Streckenplanung

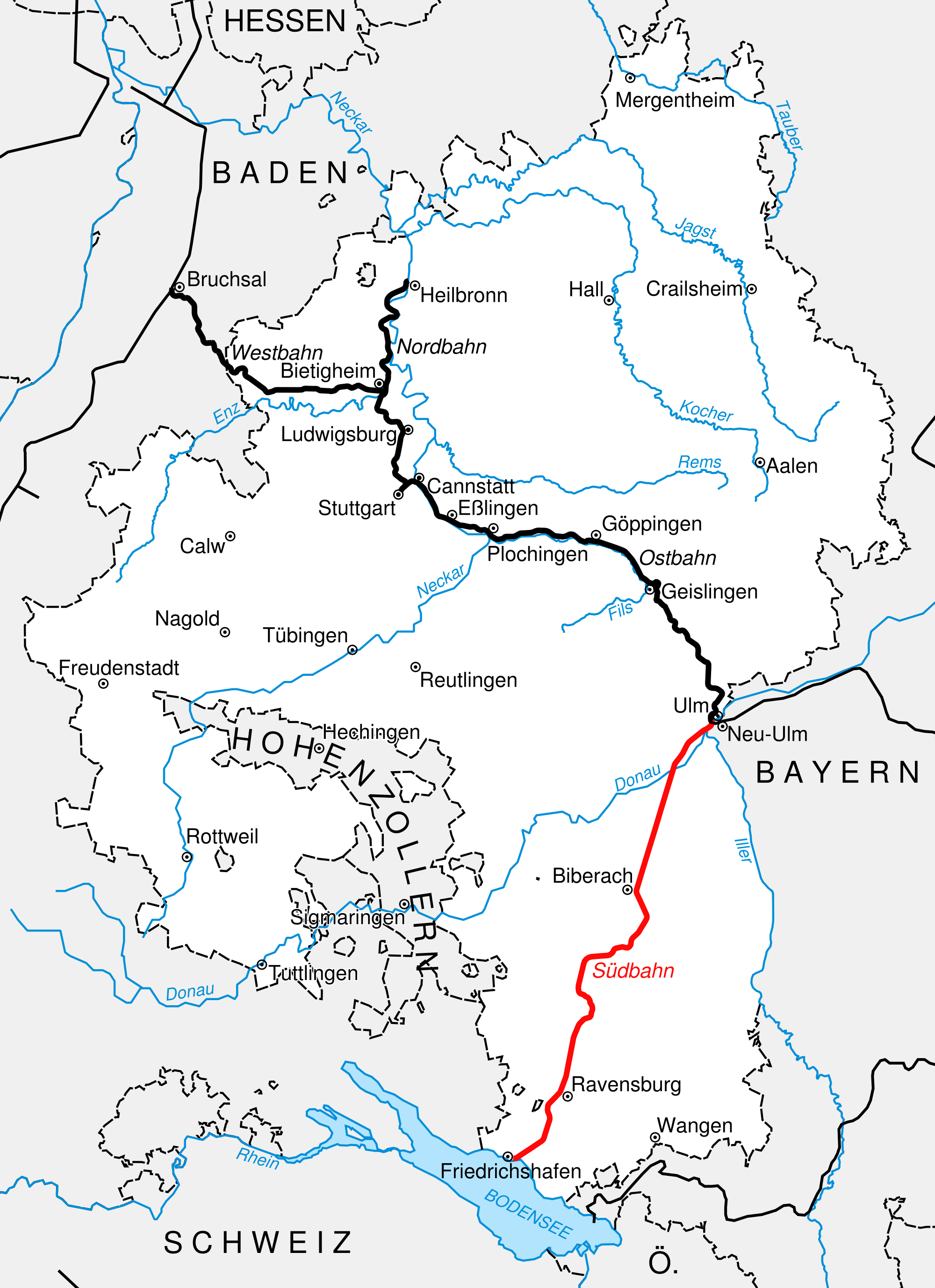
Verlauf der Südbahn (rot), 1854

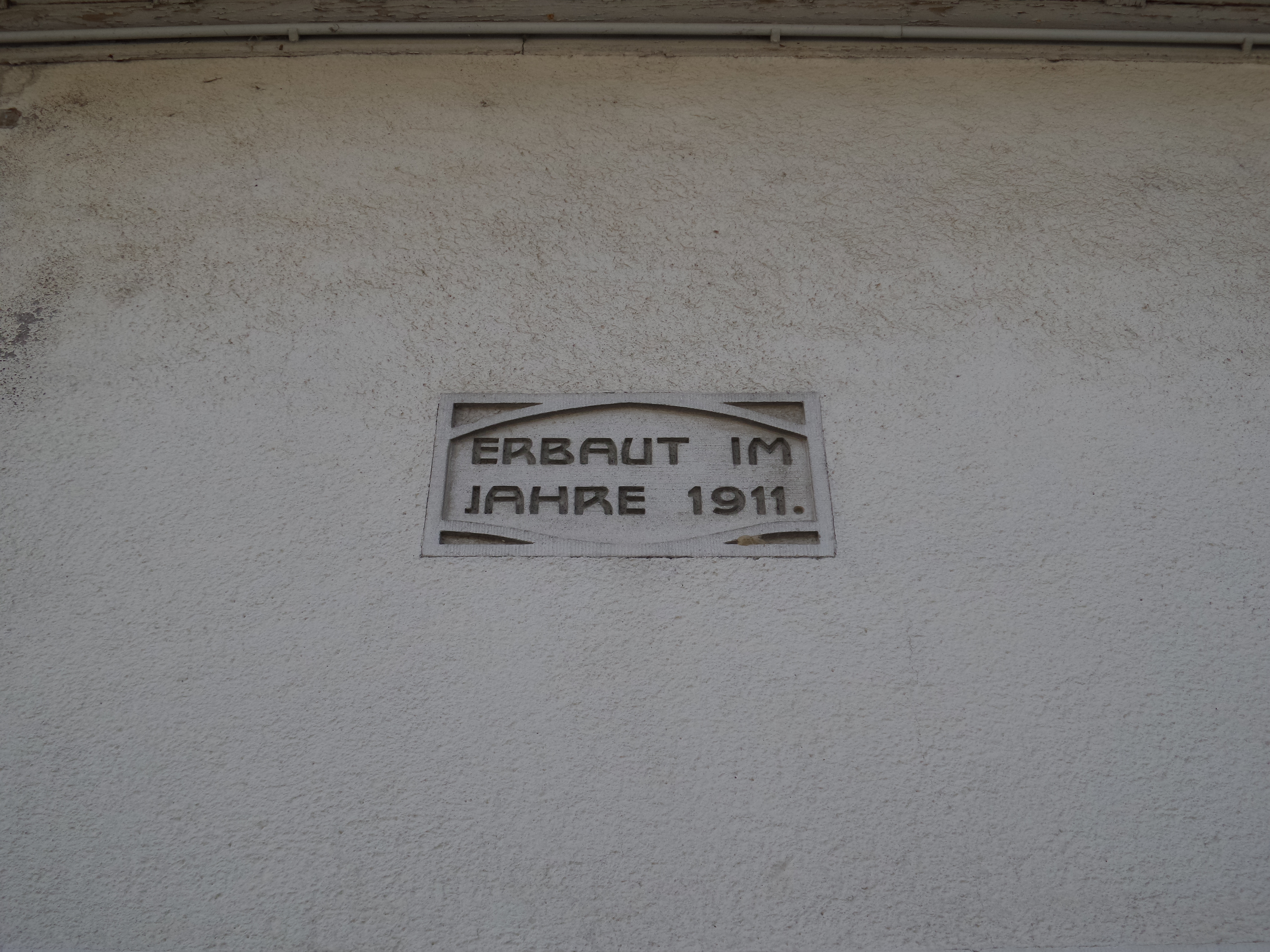
Das Empfangsgebäude des Bahnhofs Niederbiegen entstand 1911 im Zuge des zweigleisigen Ausbaus

Unter der technischen Leitung des Oberbaurates von Gaab untersuchten dessen Referenten Autenrieth und Bühler von 1836 an eine wirtschaftliche Verbindung zwischen Ulm und Friedrichshafen. Als Alternative wurde eine Kanalverbindung unter Nutzung von Riß und Schussen erwogen, bei welcher gegenüber einer zweigleisigen Eisenbahnstrecke zwar leicht höhere Baukosten, aber eine erheblich leichtere Betriebsabwicklung erwartet worden wären. Mit dem Gesetz Über den Bau von Eisenbahnen vom 18. April 1843 beschloss der württembergische Staat schließlich den Bau mehrerer Eisenbahnstrecken, die sich als Nord-, West-, Ost- und Südbahn zu einem Netz ergänzen sollten, das die dringlichsten Verkehrsbedürfnisse des Königreichs abdecken sollte.
Die Südbahn war dabei Teil einer durchgehenden Eisenbahnverbindung vom schiffbaren Neckar in Heilbronn über Stuttgart und Ulm bis nach Friedrichshafen am Bodensee. Unter verschiedenen Trassenalternativen setzte sich die gerade Verbindung von Ulm nach Friedrichshafen durch.

### Errichtung und Inbetriebnahme
Die Königlich Württembergischen Staats-Eisenbahnen errichteten die Strecke zwischen 1846 und 1850 als erste Bahnstrecke zum Bodensee. Als erster isolierter Streckenabschnitt wurde am 8. November 1847 das Teilstück Ravensburg–Friedrichshafen eröffnet. Am 26. Mai 1849 folgte der Abschnitt Biberach an der Riß – Ravensburg und am 1. Juni 1850 die Reststrecke ab Ulm. Anfangs verkehrten mit einer auf Fuhrwerken herangeschafften Lokomotive und neun Wagen Güterzüge mit Personenbeförderung als Inselbetrieb. Deshalb hatte Friedrichshafen von Anfang an eine eigene Werkstatt, da noch keine Verbindung zur Eßlinger Werkstatt der Bahn bestand.

### Zweigleisiger Ausbau
Zwischen 1905 und 1913 wurde die Strecke zweigleisig ausgebaut. In diesem Zeitraum entstanden auch zahlreiche Empfangsgebäude der Bahnhöfe neu. Am 29. November 1905 wurde das zweite Gleis zwischen Meckenbeuren und Friedrichshafen in Betrieb genommen. Bis 1913 erfolgte aus kriegswirtschaftlichen Gründen der zweigleisige Ausbau der Reststrecke.

### Seit 1945
Nach dem Zweiten Weltkrieg wurden im Laufe der Jahre mehrere Stationen, die sich weit abseits der Ortschaften befanden, aufgelassen. Zum 1. Juli 1993 wurden die Haltepunkte Weißenau, Oberzell und Kehlen reaktiviert. Die Reaktivierung der Haltepunkte Mochenwangen und Niederbiegen sowie die Eröffnung der neuerrichteten Station Friedrichshafen Flughafen erfolgten am 1. Juni 1997. Darauf folgte mit dem Haltepunkt Weingarten/Berg am 4. Mai 1998 eine weitere neue Station im südlichen Streckenabschnitt.

### Ausbau und Elektrifizierung

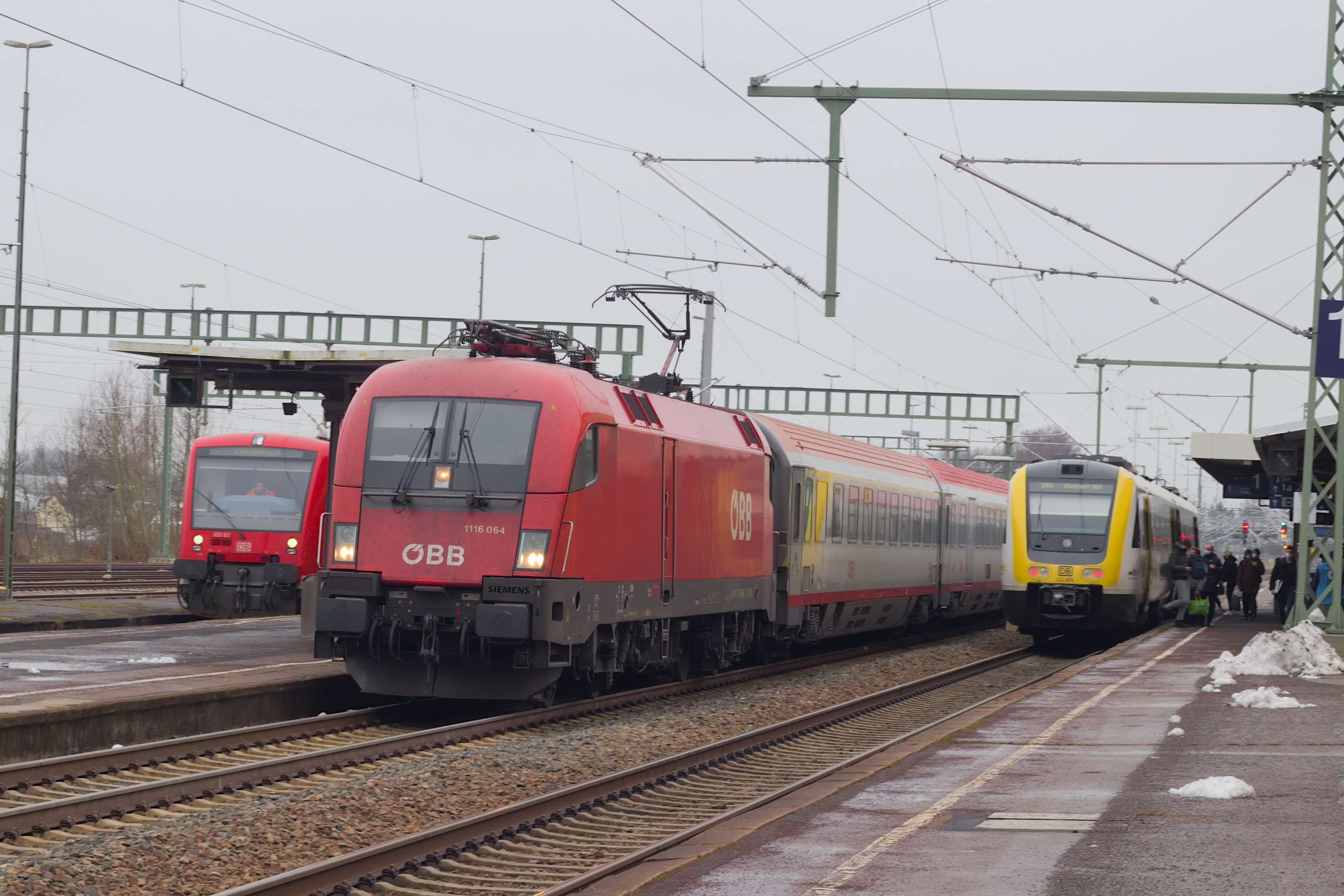
Ein Taurus der ÖBB mit einem Intercity im Bahnhof Aulendorf

Die Württembergische Südbahn zählte bis 2021 zu den letzten nicht elektrifizierten zweigleisigen Hauptbahnen in Süddeutschland. Von März 2018 bis Dezember 2021 wurde die Strecke elektrifiziert. Gleichzeitig erfolgte ein Ausbau der Strecke für eine maximale Geschwindigkeit von 160 km/h statt zuvor 140 km/h. Am 6. Dezember 2021 wurde der elektrische Betrieb eröffnet.
Die zunächst unklare Finanzierung und das Genehmigungsverfahren verzögerten die Elektrifizierung. Anfang März 2018 begannen die Bauarbeiten, die nebst der Elektrifizierung auch den Bau neuer Bahnübergänge, Stellwerke und Gleisanlagen umfasste. Das dezentrale Umrichterwerk befindet sich in Niederbiegen und bezieht den Strom aus dem öffentlichen 50-Hz-Netz. Dadurch ist keine spezielle Bahn-Hochspannungsleitung erforderlich, deren Bau ein langwieriges Bewilligungsverfahren erfordert hätte. Ende 2021 konnte der letzte Bauabschnitt fertiggestellt werden. Im Laufe der Realisierung des Projekts stiegen die Kosten massiv. Sie wurden ursprünglich auf 140 Millionen Euro geschätzt und stiegen schließlich auf rund 370 Millionen Euro.
Mit der Elektrifizierung wurde das Angebot der Südbahn deutlich ausgeweitet, und die Zahl der bestellten Zugkilometer stieg um circa 30 Prozent. Seither verkehren zwei Regionalexpresszüge pro Stunde von Ulm nach Friedrichshafen.
Aufgrund von Fahrdienstleitermangel wurde der Betrieb vom 7. Mai bis 26. Juli 2024 jeweils zwischen 0:40 und 4:30 Uhr eingestellt. Vom 7. September bis 14. Dezember 2024 soll der Betrieb erneut in diesem Zeitraum eingestellt werden.[veraltet]

## Streckenverlauf
Die Südbahn verlässt den Hauptbahnhof Ulm in einem Rechtsbogen südwärts und verläuft zunächst unmittelbar am Nordufer der Donau. Während der Fluss dann nach Süden abbiegt, hält sich die Trasse an den westlichen Talfuß des Donautals. Bei Erbach werden Letzteres in seiner vollen Breite geradlinig südwärts gequert und die Donau überbrückt. Im Talboden der Riß geht es dann ebenso geradlinig südwärts weiter, Biberach wird tangiert und bei Winterstettenstadt durch die dortige Endmoränentopographie westwärts ins Schussental gewechselt. Auf Höhe des ehemaligen Haltepunktes Wattenweiler überwindet die Strecke die Wasserscheide zwischen Donau und Rhein.
Ab Bad Schussenried wendet sich die Strecke wieder nach Süden und tritt nach Aulendorf mit dem Gewässer in den Schussentobel bis Wolpertswende ein. Südlich davon über Ravensburg geht es wieder im breiten Talboden sehr geradlinig bis Oberzell. Vor Meckenbeuren folgt man dabei einer Talverengung, ab Meckenbeuren geht es geradlinig weiter bis etwa Lochbrücke, wo die Südbahn auf ihren letzten Kilometern aus dem Schussental südwestwärts an den Bodensee abknickt und den Bahnhof Friedrichshafen Stadt erreicht.

## Betrieb

### Personenverkehr seit 1945
Fernverkehr
Neben Regionalverkehr fuhren auch langlaufende Schnellzüge über die Strecke, etwa im Sommer 1963 fünf Zugpaare, unter anderem in den Relationen Dortmund–Innsbruck und Kiel–Lindau. In den 1970er Jahren gab es auch noch tägliche Direktverbindungen zwischen Frankfurt am Main und Friedrichshafen, die als Heckeneilzug über Lauda verkehrten. Seit dem Fahrplanjahr 1991 fuhren über die Strecke Interregios der Relation (Trier–)Saarbrücken–Lindau, die bis Mitte der 1990er Jahre zum Teil bis Feldkirch, Bludenz oder Landeck verlängert waren. Zum Fahrplanwechsel 1999 wurden diese bis auf ein Zugpaar auf den Laufweg Karlsruhe–Lindau verkürzt. Im Fahrplanjahr 2001 verkehrte nur noch ein Zugpaar; dieses wurde 2002 durch ein Intercity-Paar Dortmund–Lindau ersetzt. Ab 2004 verkehrte es zwischen Dortmund und Innsbruck, seit 2007 begann und endete es in Münster, ab 2019 wiederum in Dortmund.
Ab 2002 wurde dieses IC-Zugpaar ab Ulm mit der Baureihe 234 im Wendezugmodus bespannt, um den sonst notwendigen Lokwechsel in Friedrichshafen zu umgehen. Ab den 2010er Jahren wurden die Züge wieder vermehrt mit einer Doppeltraktion der Baureihe 218 und jetzt auch mit ÖBB-Wagenmaterial ohne Wendezugoption gebildet, wodurch der Lokwechsel in Friedrichshafen wieder notwendig wurde.
Nahverkehr
Nach Einstellung der Interregio-Linie Saarbrücken–Lindau verkehrte ab dem 15. Dezember 2002 ersatzweise eine Interregio-Express-Linie Stuttgart–Friedrichshafen auf der Strecke. Diese wurde in den darauffolgenden Jahren bis nach Lindau Hauptbahnhof (jetzt Lindau-Insel) verlängert. Die Züge verkehrten vorwiegend als Doppelstockwendezüge mit der Baureihe 218. Partiell verkehrten auch einstöckige n-Wagenzüge. Für die ab/bis Stuttgart durchgebundenen IREs erfolgte in Ulm Hbf ein Lokomotivwechsel von besagter Baureihe 218 auf elektrische Traktion, wenngleich einige 218-Umläufe ohne Traktionswechsel bis Stuttgart Hbf durchgebunden wurden.
Ab 2017 verkehrten die IRE-Züge ab Ulm als Regional-Express, seit Dezember 2020 als Linie RE 5, im Stundentakt. Ausgenommen hiervon war eine Fahrplantrasse, die durch das IC-Zugpaar belegt wurde. Zum Fahrplanwechsel im Dezember 2004 wurde darüber hinaus die im Zweistundentakt verkehrende RE-Linie (damals IRE) Ulm-Basel eingerichtet, die eine reduzierte Anzahl an Unterwegshalten bediente und damals als IRE-Sprinter bezeichnet wurde. Sie verkehrte mit Neigetechnik-Dieseltriebwagen der Baureihe 611, die von 2018 bis Dezember 2021 durch die Baureihe 612 abgelöst wurden. Seit Dezember 2020 wird die Linie als IRE 3 bezeichnet.

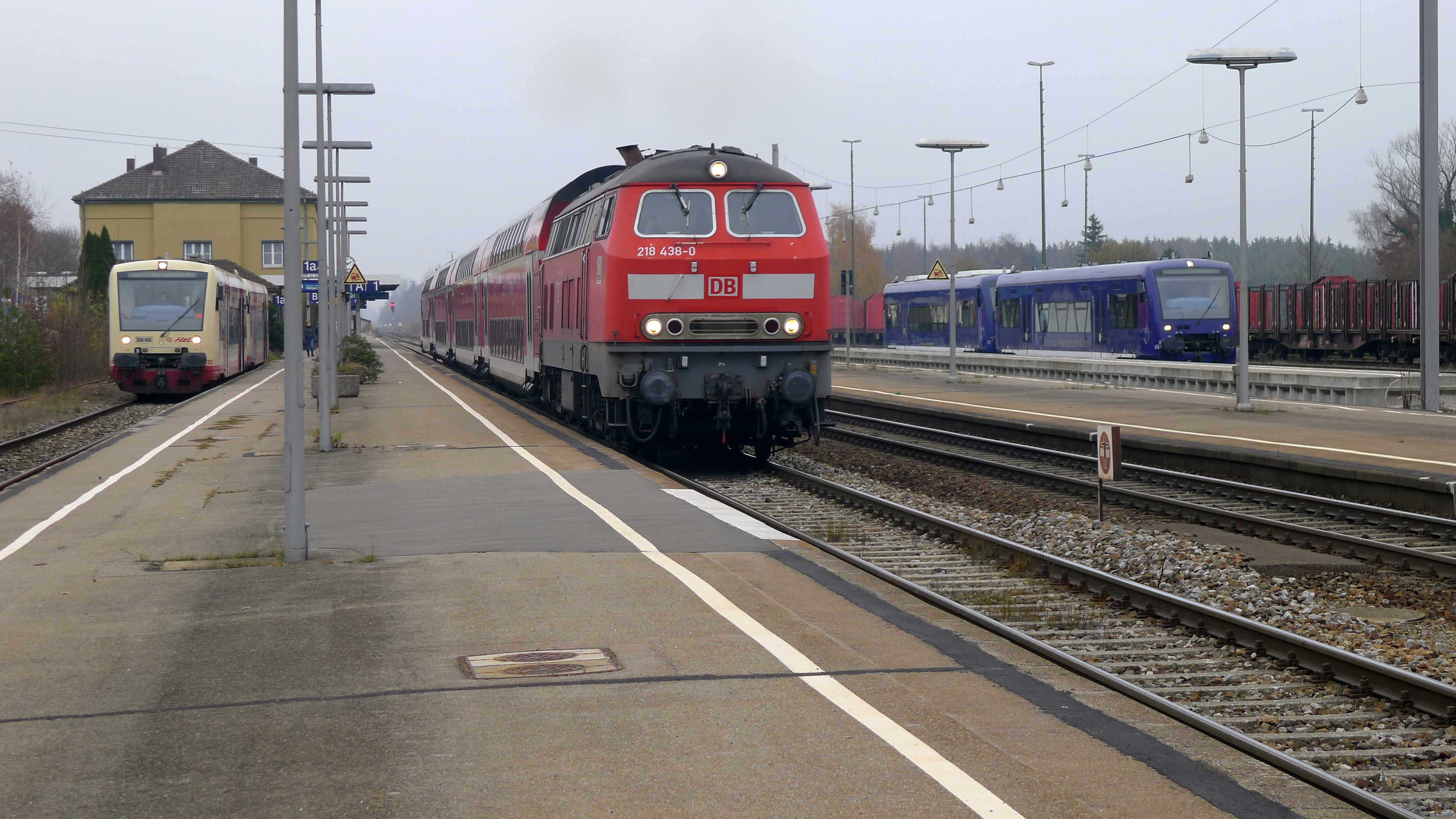
Bahnhof Aulendorf im Jahr 2011 mit Zügen dreier verschiedener Gesellschaften

Auf dem nördlichen Streckenabschnitt übertrug die Deutsche Bahn im Zuge der Regionalisierung die Nahverkehrsleistungen zum 1. Juni 1996 auf die DB ZugBus Regionalverkehr Alb-Bodensee. In Zusammenhang mit dem 1999 reaktivierten Abschnitt Laupheim West–Laupheim Stadt der Bahnstrecke Laupheim West–Schwendi wurde eine Regionalbahnlinie Langenau–Laupheim Stadt eingeführt. Diese verkehrte im Stundentakt über die Bahnstrecke Aalen–Ulm bis Langenau. Daneben bestand mit der Linie Ulm–Biberach Süd zwischen Ulm und Laupheim West ein Zweistundentakt und zwischen Laupheim West und Biberach Süd ein Stundentakt. Die Errichtung der Südkurve Laupheim ermöglichte ab Juni 2011 das direkte Führen von Zügen von Laupheim Stadt in Richtung Friedrichshafen und damit die Einführung einer stündlich verkehrenden Durchmesserlinie Langenau–Biberach Süd, seit Dezember 2020 als Linie RB 51a. Bis Dezember 2021 wurden hierfür Stadler Regio-Shuttle RS1 eingesetzt.
Im südlichen Streckenabschnitt verkehrten ab dem 1. Juli 1993 zwischen Ravensburg und Friedrichshafen an allen Stationen haltende Züge der Bodensee-Oberschwaben-Bahn (BOB) im Stundentakt. 1997 wurde deren Laufweg bis Aulendorf erweitert. Seit dem Fahrplanwechsel im Dezember 2020 trägt diese Linie die Bezeichnung RB 91. Zunächst wurden Dieseltriebwagen des Typs NE 81 eingesetzt, ab Herbst 1998 auch Stadler Regio-Shuttle RS1.
Der dem Regionalverkehr auf der Strecke zu Grunde liegende Große Verkehrsvertrag zwischen Land und DB Regio endete 2016. Der Nachfolgevertrag wurde Ende Dezember 2014 ausgeschrieben und im März 2016 erneut an DB Regio vergeben. Der Teil für das sogenannte Netz 2, die Linie Stuttgart–Ulm–Friedrichshafen–Lindau, umfasst 2,6 Millionen Zugkilometer pro Jahr. Die Regional-Express-Linie RE 5 Stuttgart–Ulm–Friedrichshafen verkehrte fortan stündlich mit renovierten Doppelstockwagen mit Klimaanlage, neuen Sitzen, Steckdosen am Platz und WLAN.

### Seit der Elektrifizierung
Seit Dezember 2021 ist die Strecke elektrifiziert und abschnittsweise mit 160 km/h statt 140 km/h befahrbar. Die Reisezeit zwischen Ulm und Friedrichshafen reduzierte sich damit von 72 Minuten im Jahr 2017 auf 64 Minuten.
Das Intercity-Zugpaar wurde von Dezember 2021 bis Juni 2023 von Stuttgart bis Innsbruck von einem Taurus der ÖBB bespannt, welcher zum Fahrtrichtungswechsel in Friedrichshafen Stadt den Zug umlief. Seit Juni 2023 fährt dieses Zugpaar als ICE 118/119. Darüber hinaus verkehrt seit der Elektrifizierung ein neu eingeführtes Railjet-Zugpaar Frankfurt–Wien, das ebenfalls von den ÖBB gestellt wird.
Mit der Elektrifizierung wurde das Regionalverkehrsangebot (in Zugkilometern) um rund 30 Prozent ausgeweitet. Mit wenigen Ausnahmen fahren seither nur noch elektrische Züge auf der Strecke. Dieselfahrzeuge verkehren nur noch im Rahmen von Überführungsfahrten in die Werkstatt nach Ulm. Darüber hinaus verkehrt in den Sommermonaten am Wochenende der Freizeit-Express Südbahn mit einer Diesellok der Baureihe 218 und einem separaten Fahrradwagen. Dieser wird durch die Schienenverkehrsgesellschaft aus Stuttgart betrieben und hat den Laufweg Stuttgart Hbf–Singen.
Die Linie IRE 3 Basel–Ulm wird seit der Aufnahme des elektrischen Betriebes in Friedrichshafen gebrochen. Sie verkehrt im Stundentakt zwischen Ulm und Lindau mit Elektrotriebzügen der Baureihe 425. Mit der Linie RE 5 wird zwischen Stuttgart und Friedrichshafen ebenfalls ein Stundentakt angeboten. Sie verkehrt mit Doppelstockwagen, die mit der Baureihe 146 bespannt werden. Zwischen Ulm und Friedrichshafen besteht durch die Überlagerung der beiden Linien ein angenäherter Halbstundentakt.
Seit Dezember 2021 ist der Abschnitt Ulm–Aulendorf in die Regio-S-Bahn Donau-Iller integriert. Die vormaligen Regionalbahnen verkehren seitdem als Linie RS 2 und RS 21 zwischen Ulm und Biberach Süd, wobei letztere Linie über Laupheim Stadt geführt wird. Einzelne Fahrten der Linie RS 2 beginnen und enden in Aulendorf. Die Durchbindung bis Langenau entfiel, da die Bahnstrecke Aalen–Ulm nicht elektrifiziert ist. Durch die Überlagerung der beiden Linien ergibt sich montags bis freitags ein angenäherter Halbstundentakt zwischen Ulm und Biberach. Beide Linien verkehren mit Triebzügen der Baureihe 425. Die Linie RB 91 verkehrt wie bereits vor der Elektrifizierung im Stundentakt zwischen Aulendorf und Friedrichshafen Hafen. Sie ist Teil der S-Bahn Bodensee. Die Bodensee-Oberschwaben-Bahn setzt nun Elektrotriebwagen der Baureihe 426 ein.
Im Güterverkehr werden mehrere Schrotthändler, eine Spedition in Ummendorf und ein Lagerhaus in Biberach bedient. Außerdem verkehren seit der Elektrifizierung vereinzelte durchgehende Güterzüge Richtung Österreich auf der Strecke.

### Zukunftsperspektiven
Laut Verkehrsprognose soll sich der Güterverkehr auf der Strecke zwischen 2016 und 2030 mehr als verdoppeln.

### Verkehrsverbünde
Von Ulm bis Aulendorf verläuft die Strecke innerhalb des Donau-Iller-Nahverkehrsverbunds (DING), von dort bis Friedrichshafen im Bodensee-Oberschwaben Verkehrsverbund (bodo).

## Kulturgeschichte der Strecke
Der Abschnitt zwischen Erbach und Biberach verläuft schnurgerade, an einigen Ortschaften weiter vorbei. Das Königreich Württemberg, das keine Kohlevorkommen besaß, wollte seine Züge auf dem denkbar kürzesten Weg zum Bodensee führen. Kurzfristig drohte sogar die Umfahrung von Biberach.

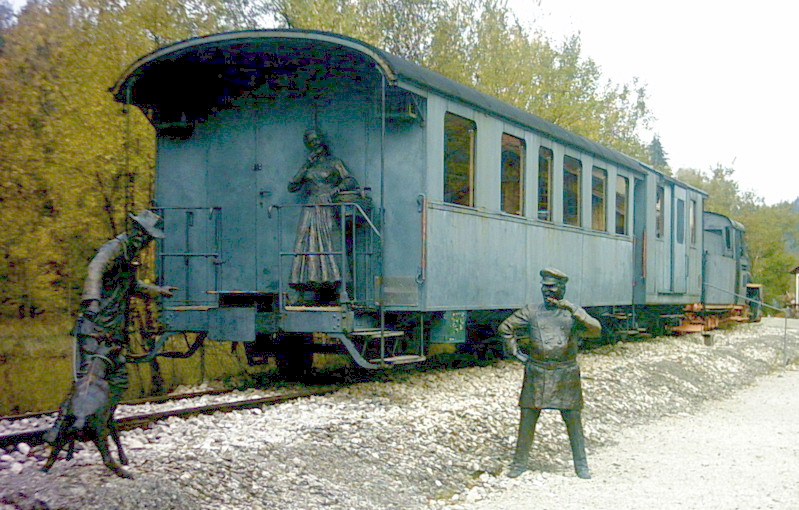
Am Bahnhof Durlesbach

Im Lied Auf de schwäbsche Eisebahne werden die Stationen der Strecke erwähnt („Stuttgart, Ulm und Biberach, Meckenbeuren, Durlesbach“). Auf der Strecke kommt Durlesbach vor Meckenbeuren; die abweichende Reihenfolge im Liedtext ist dem Reim geschuldet, entspricht aber der Bedeutung dieser Stationen in abnehmender Folge.
Da der Bahnhof Durlesbach abseits der Siedlungen im Schussental liegt, wurde er nach dem dort mündenden Bach benannt. Dieser Bahnhof diente ursprünglich der Anbindung der sieben Kilometer nordöstlich gelegenen Stadt Bad Waldsee, verlor diese Funktion jedoch mit der Eröffnung des ersten Abschnitts der Strecke Herbertingen–Isny am 25. Juli 1869. Im gleichen Jahr wurden im Bahnhof Durlesbach die Gleisanlagen erweitert, um ihn stattdessen für die Holzverladung (auch zum Export in die Schweiz) zu nutzen. Nach der Wiederbelebung (1870) des zwei Kilometer östlich gelegenen Klosters Reute gewann der Bahnhof neue Relevanz für die zahlreichen Besucher. Seit dem Aufkommen des Automobils allerdings verlor Durlesbach stetig an Bedeutung, bis die Station, zuletzt nur noch ein Haltepunkt mit „Halt auf Antrag für Wandergruppen“, 1984 endgültig aufgelassen wurde.
Heute beherbergt das Empfangsgebäude als „Kultur-Bahnhof Durlesbach“ eine Kunstgalerie mit Café. Ein Denkmalzug mit Geißbock, Bauer, Weible und Kondukteur (René Auer, 1991) erinnert an das bekannte Lied mit dem traurigen Ende des Geißbocks, der von seinem Besitzer ans Zugende gebunden worden war – wie er das von seinen Reisen mit der Postkutsche gewohnt war.
Vom 22. Juni 2013 bis 19. Januar 2014 fand im Museum Biberach eine Sonderausstellung zur Geschichte der Südbahn statt.

## Galerie

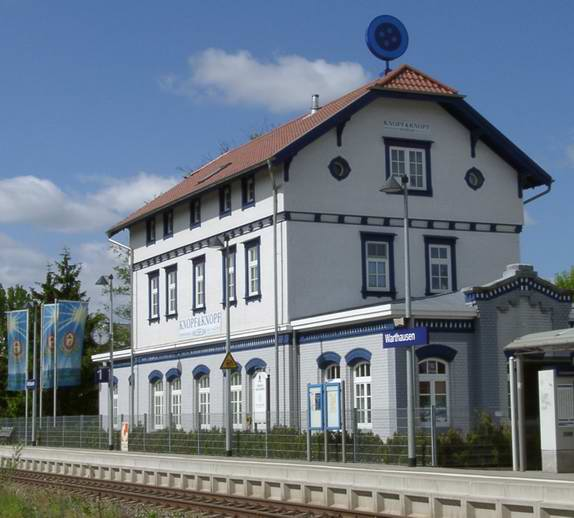
Ehemaliges Empfangsgebäude von Warthausen, bis 2018 Knopfmuseum
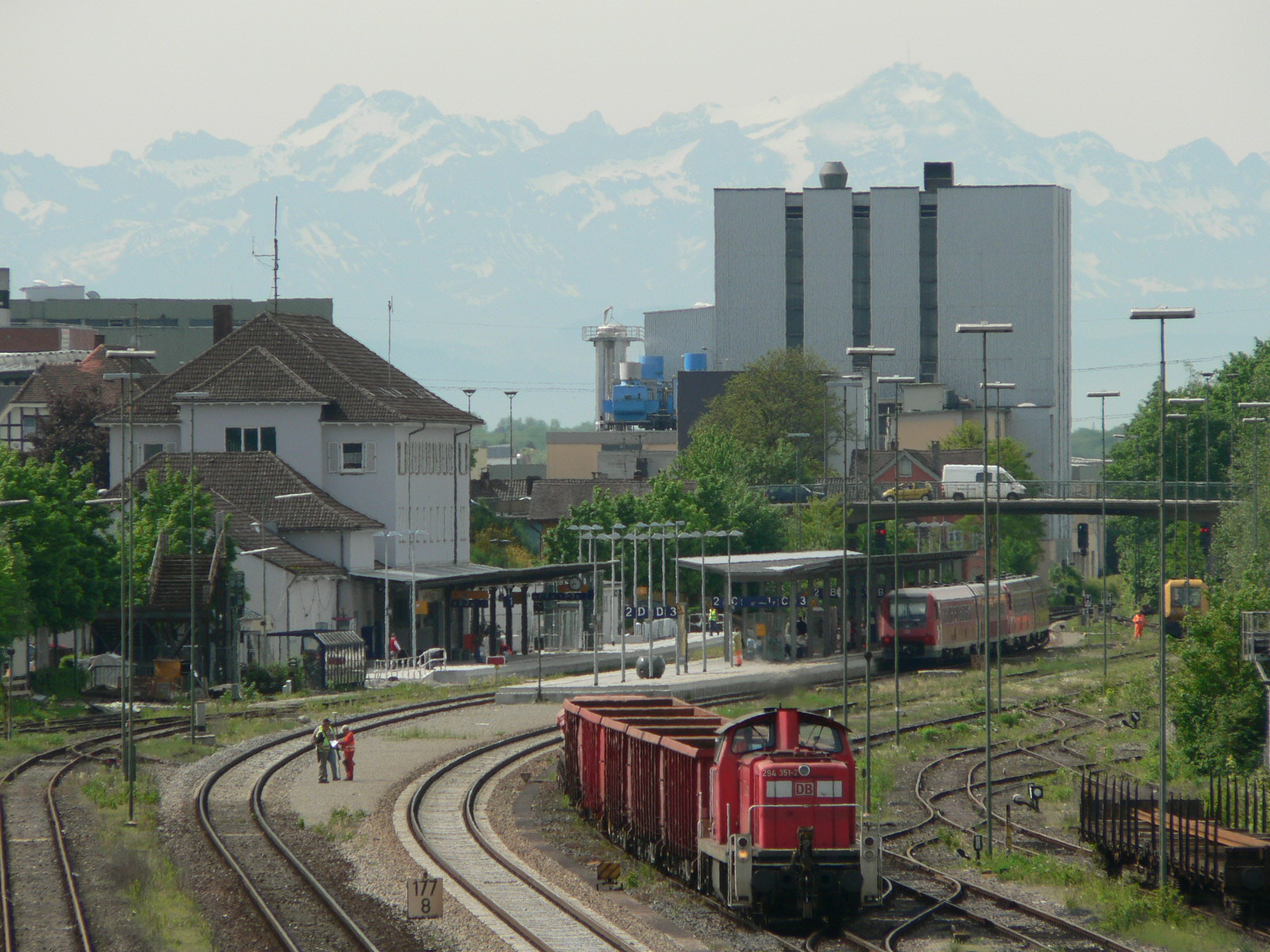
Züge im Bahnhof Ravensburg
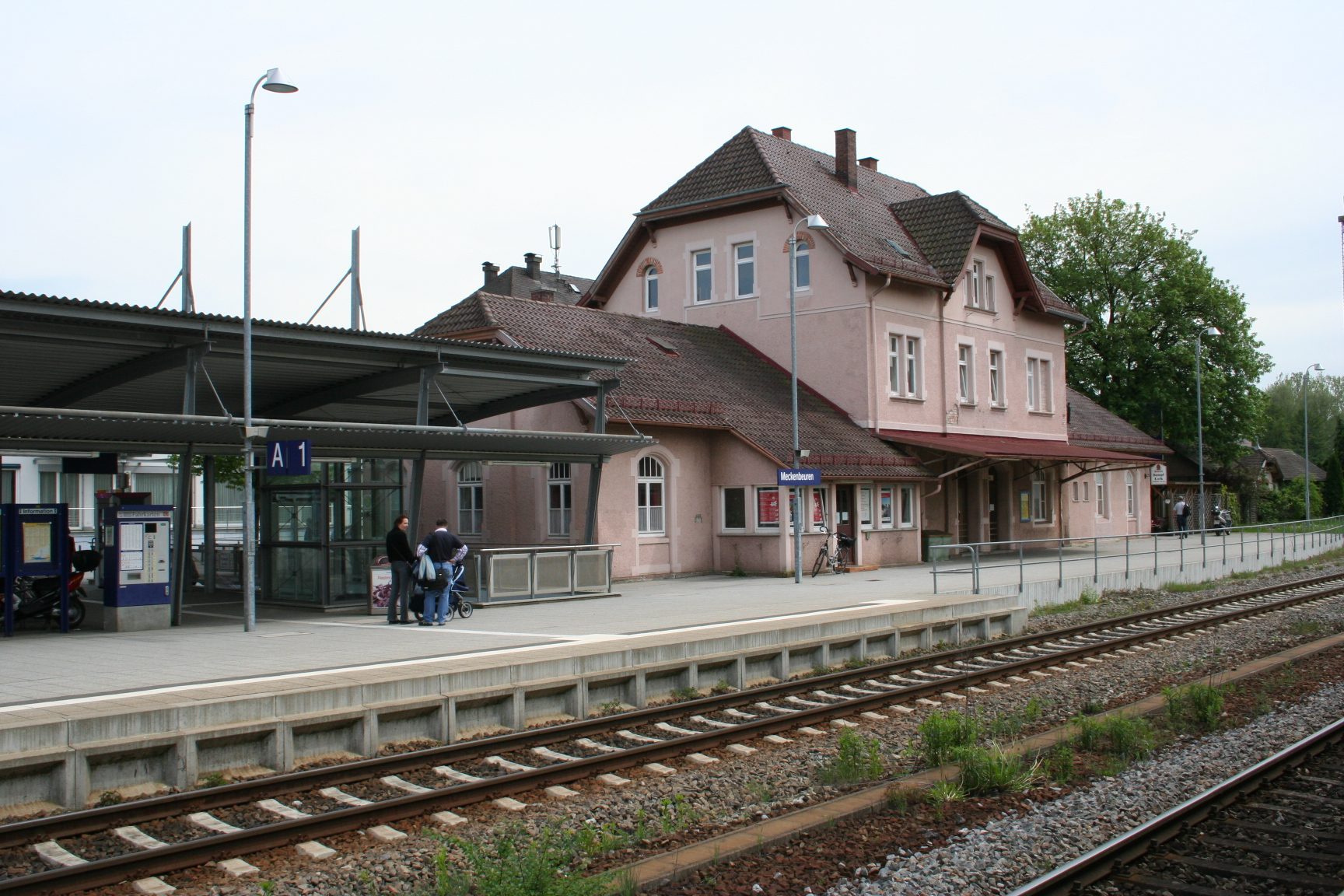
Bahnhof Meckenbeuren
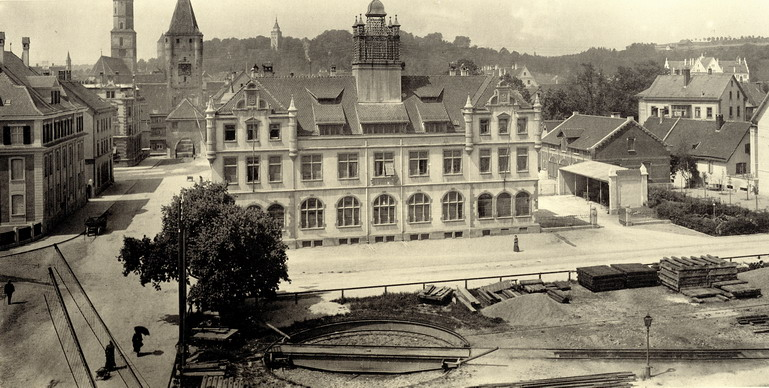
Drehscheibe am Bahnhof Biberach (Riß) um 1904 (vor der Post)